# Olene
Olene az Amerikai Egyesült Államok északnyugati részén, Oregon állam Klamath megyéjében, az Oregon Route 140 mentén elhelyezkedő önkormányzat nélküli település.
Egykor saját iskolája volt. 1940-ben Klamath Falls alvóvárosaként 62 lakosa volt és mezőgazdasági központként szolgált.
William Gladstone Steel szerint az olene klamath nyelven örvényes vagy sodrásos helyet jelent. Az elnevezést Oliver Cromwell Applegate a posta 1884-es megnyitásakor átvette. A hivatal 1966-ig működött a Lost folyó menti áttörésnél.
Az Oregon, California and Eastern Railway vasútvonala 1918-ban érte el a települést. A Southern Pacific és a Burlington Northern által fenntartott viszonylat helyén 1990-ben túraútvonalat alakítottak ki.
2013-ban 138 °C-os geotermikus forrást találtak, mellyel 21 MWe energiát termelnének.

## Fordítás
- Ez a szócikk részben vagy egészben  az   Olene, Oregon című angol Wikipédia-szócikk ezen változatának fordításán alapul.  Az eredeti cikk szerkesztőit annak laptörténete sorolja fel. Ez a jelzés csupán a megfogalmazás eredetét és a szerzői jogokat jelzi, nem szolgál a cikkben szereplő információk forrásmegjelöléseként.